# Android KitKat
Android KitKat este numele de cod pentru cel de-al unsprezecelea sistem de operare Android, versiunea 4.4. Prezentat pe 3 septembrie 2013, KitKat s-a concentrat în primul rând pe optimizarea sistemului de operare pentru performanțe îmbunătățite pe dispozitivele cu resurse limitate. Primul telefon cu Android KitKat a fost Nexus 5.